# Ullr

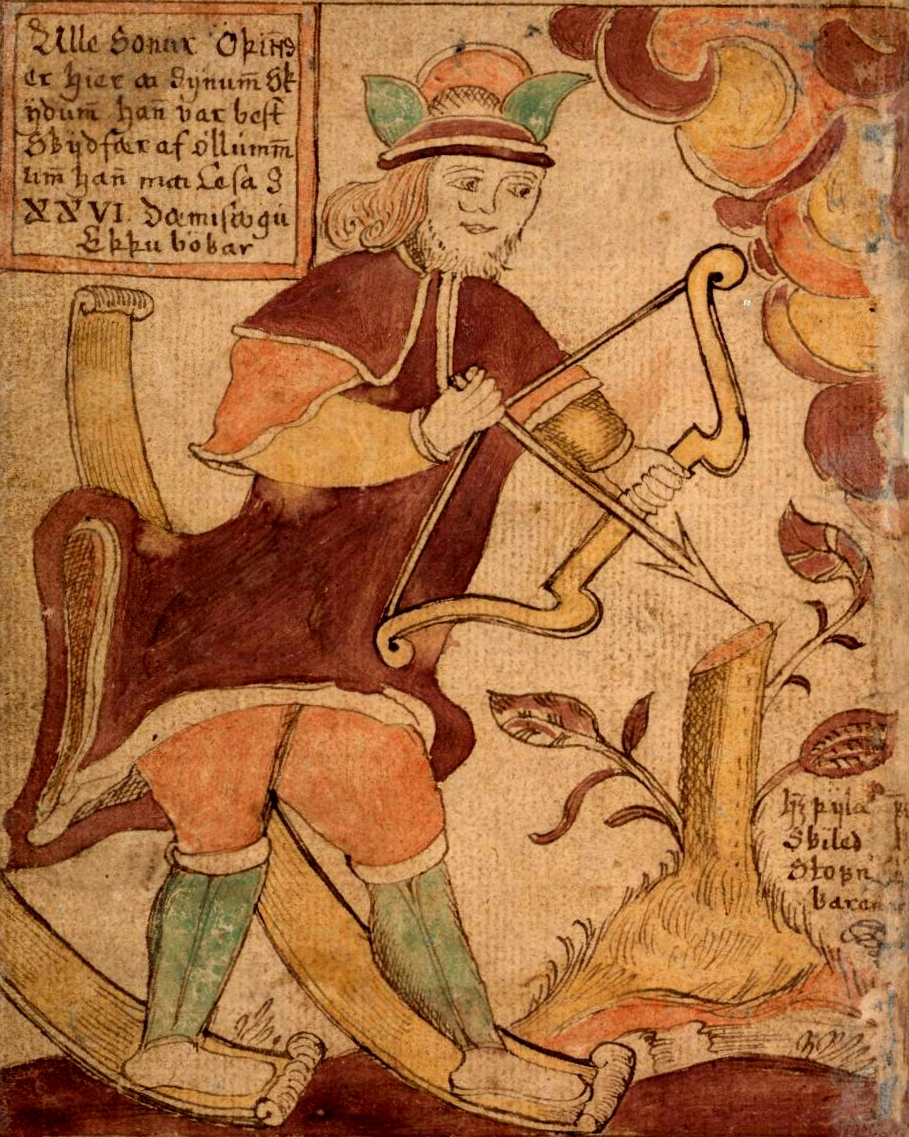
Ullr sui suoi sci e con il suo arco.

Ullr è una divinità della mitologia norrena. Poco si sa di lui poiché è raramente nominato nelle fonti scritte.

## Fonti principali
Di lui ci parla Saxo Grammaticus in una breve storia del Gesta Danorum (libro III, pp. 78-79), in cui viene narrato come un certo Ollerus (versione latinizzata di Ullr) prese il posto di Odino per dieci anni sul trono degli Æsir, allorquando lo stesso Odino venne cacciato dagli altri dèi. Maggiori informazioni riceviamo da Snorri Sturluson nella sua Edda in prosa.
Si sa che è un dio della famiglia degli Æsir, e secondo la tradizione è figlio di primo letto di Sif, che poi sarà moglie di Thor. Secondo le teorie più accreditate, il nome Ullr è connesso al gotico wulþus "splendore", all'anglosassone wulðor "gloria" e al latino vultus. Ciò porta ad una caratterizzazione della divinità come luminosa, benevola ed ordinatrice, che si contrappone al carattere cosmico, oscuro, magico e a volte terribile di Odino, la divinità suprema del pantheon norreno. Per quanto riguarda il culto di Ullr si possono dare poche notizie certe - poiché scarsamente documentate. Di sicuro il culto è tra i più antichi in area norrena, ciò si può dedurre dalla frequenza nei toponimi del nome Ullr/*Ullinn, attestati fin dall'era pre-vichinga, cioè anteriori all'800 d.C. Questi toponimi ci fanno dunque risalire ad un'epoca di cui si sa poco o nulla riguardo alla società, essendo le fonti letterarie tutte posteriori - del XII secolo almeno - anche se inerenti ad eventi risalenti all'epoca vichinga (800-1000 d.C.).

## Gli appellativi e il rapporto con l'inverno
Si può però dedurre che fosse una divinità importante, venerata in diversi luoghi. Secondo le fonti scritte, troviamo legati ad Ullr alcuni appellativi, come Bogáss "dio dell'arco", Veðiáss "dio cacciatore" e Ǫnðuráss "dio sciatore", che ci danno chiare indicazioni sulle sue caratteristiche. Era dunque un abilissimo arciere nonché provetto sciatore, quindi strettamente correlato al mondo invernale. 
L'importanza dell'inverno nella società scandinava è ovvia, essendo nelle lande nordiche tale parte dell'anno particolarmente lunga e difficile da affrontare. Si narra anche, sempre nelle fonti, che nessuno era in grado di competere vittoriosamente con Ullr sugli sci (che, detto per inciso, erano sci da fondo, di cui la Norvegia rappresenta la patria a livello mondiale). I suoi sci erano costruiti con delle ossa e ciò rafforza la teoria che il culto sia molto antico, essendo tale materiale molto diffuso in epoca pre-vichinga, secondo le fonti archeologiche. Altra importante caratteristica era la sua forza ed abilità in battaglia, motivo per cui veniva spesso invocato prima dei combattimenti (da tener presente che comunque moltissime divinità pagane avevano questa caratteristica). 
Possedeva poi un anello sotto cui si poteva prestare giuramento (Grímnismál, 42: Ullar hylli....ok allra goða "L'amicizia di Ullr...e gli altri dèi"), caratteristica anche questa comune a varie divinità. Secondo quanto scritto nel Grímnismál la sua dimora è Ydalir, "valli del tasso":
(Grímnismál, 5:)
Essendo i migliori archi fabbricati col tasso, ciò non fa che sottolineare il fatto che fosse un abile arciere. Una più pregnante allusione ad Ullr si ha nell'Atlakviða in cui Gudrun, nel maledire il marito traditore Attila, ricordò lui come avesse fatto dei giuramenti al fratello, salvo poi averli in ultimo rinnegati. L'ultimo di questi giuramenti fu fatto proprio sull'anello di Ullr:
(Atlakviða, 30)
Il nome ritorna anche in molte kenningar scaldiche (plurale di kenning, una sorta di metafora utilizzatissima nella tradizione letteraria scandinava), anche se esse non aggiungono nulla di nuovo alle caratteristiche della divinità. Per esempio un guerriero può essere chiamato "Ullr della battaglia" o "Ullr delle divinità delle battaglie", mentre un poeta poteva avere come appellativo "Ullr della poesia" (Egill Saga, LXXI). Thor viene a sua volta nominato come patrigno di Ullr da uno dei più antichi scaldi. Altre kenning del tipo "nave di Ullr" per campo di battaglia sono di difficile interpretazione e rimandano con ogni probabilità ad un culto ancora più antico e caduto in disuso ormai da tempo.

## Interpretazioni moderne
Il padre di Ullr sarebbe da identificare, secondo Viktor Rydberg, nell'eroe Egil-Aurvandill. Ullr sarebbe inoltre fratellastro di Svipdagr-Óðr, nipote di Völundr e cugino di Skaði. Rydberg postula anche che Ullr avrebbe governato sui Vanir quando essi tennero Ásgarðr durante la guerra tra Vanir e Æsir; tuttavia, Rudolf Simek afferma che "ciò non ha alcun fondamento nelle fonti".